# Киренаика
Кирена́ика (др.-греч. Κυρηναϊκή, лат. Cyrenaica, копт. Ⲕⲩⲣⲉⲛⲁⲓⲕⲁ, араб. برقة‎, Барка) — историческая область в Северной Африке. Располагается на северо-восток по побережью от залива Большой Сирт (совр. Сидра) до границ с Мармарикой (у некоторых авторов включая её). Значительная часть территории приходилась на плоскогорье Эль-Ахдар. В античности границей на юге считалась Фазанийская пустыня в области Фазания (возможно поздний Феццан, или земли восточнее). Позже к Киренаике стали относить большие районы к югу от побережья, увеличив её площадь почти в три раза, и таким образом значительная её часть оказалась в Ливийской пустыне.
Древняя Киренаика лежала на северо-востоке территории соответствующей современному государству Ливия, а более поздние её границы соответствуют административной Ливийской единице — Киренаика (ныне упразднённой).
Период употребления топонима — примерно с VI века до н. э. по наши дни.
Северная Киренаика в период Классической и Поздней Античности называлась Пентаполис (др.-греч. Πεντάπολις — «Пятиградье»), а в средневековье при арабах — Барка. Некоторые авторы выделяли на юге Киренаики земли Насамонии (область проживания насамонов) и Авгилии (район оазисов Авгила и Джалу).
Площадь древней Киренаики — около 250 000 км², начиная со времени Османского владычества — около 850 000 км².

## Этимология названия
Название области происходит от основанного здесь греками-ферейцами города Кирена (по-дорийски Кирана). В соответствии с греческой мифологией имя городу дала Кирена, возлюбленная Аполлона, который унёс её в Ливию с Пелиона (Фессалия) и основал здесь город. У Геродота основателем называется Батт, с острова Феры, ставший первым царём Кирены. Батт основал колонию по указанию Дельфийского оракула, что также связывает предание с именем Аполлона, так как пророчествовал оракул в его храме:150-159.

## География и природные условия

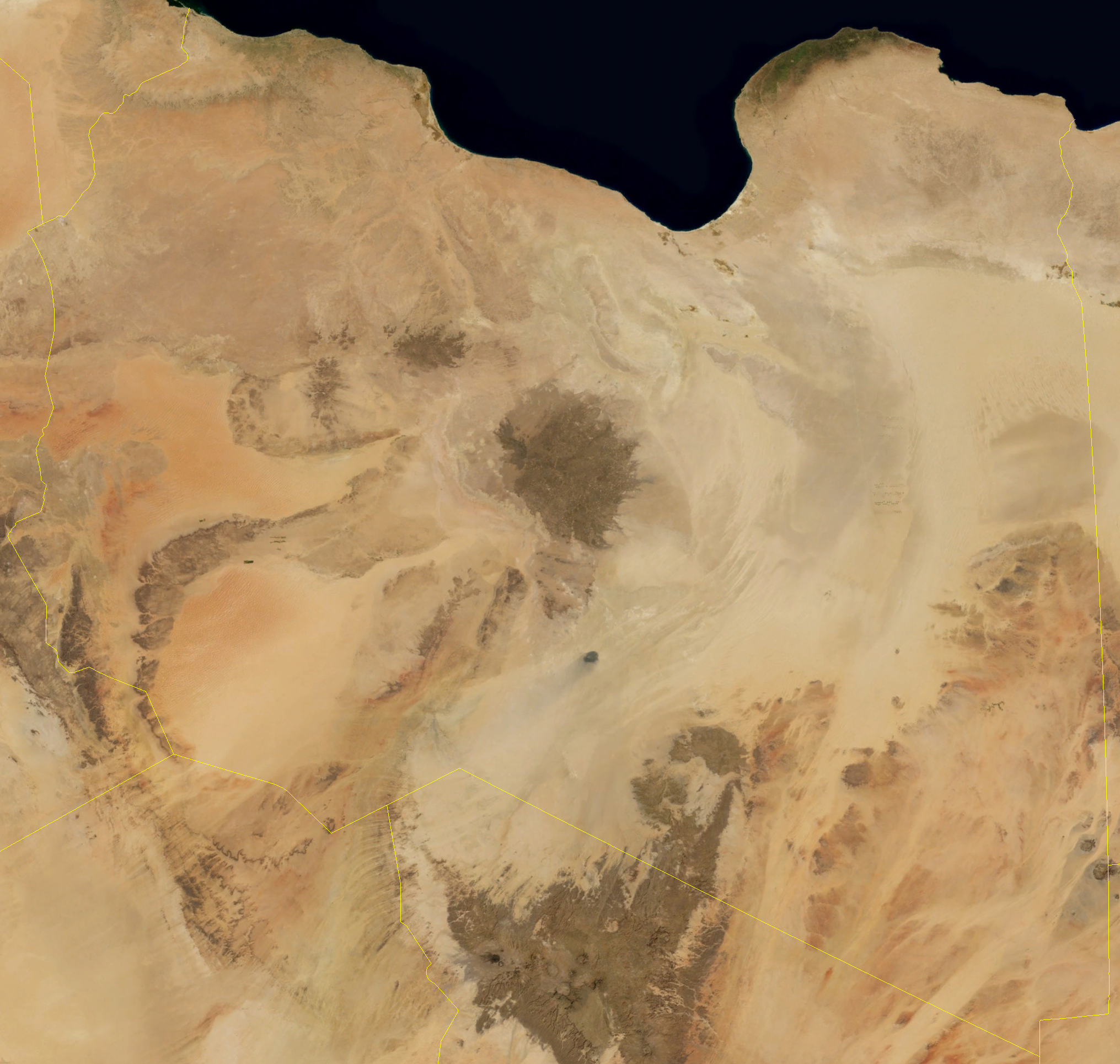
Спутниковый снимок Ливии с Киренаикой справа, на котором видно зелёное побережье Средиземного моря на севере и обширную пустыню в центре и на юге.

Древняя Киренаика лежала на северо-востоке территории соответствующей современному государству Ливия (муниципалитеты Эль-Хизам-эль-Ахдар, Эль-Джебал-эль-Ахдар, Эль-Мардж, Эль-Губба, Бенгази, Дерна и частично Адждабия, Эль-Бутнан, Эль-Вахат). Позже Киренаике соответствовали те же территории, но с присоединением южного муниципалитета — Эль-Куфра.
Геологически Киренаика находится на массиве миоценового известняка, который круто поднимается от Средиземного моря и опускается вглубь региона с постепенным понижением уровня моря.
В Киренаике имеется возвышенность Джебель-Ахдар, которая простирается параллельно побережью от залива Сидра до залива Бомба и достигает высоты 882 метров. Здесь нет сплошной прибрежной равнины, самая длинная полоса тянется от впадины залива Сидра мимо Бенгази до Толмейты. После этого, за исключением участков побережья у городов между Сусой и Дерной, весь берег обрывистый. Крутой откос отделяет прибрежную равнину от относительно ровного плато, известного как равнина Мардж, которое находится на высоте около 300 метров. Над равниной Мардж раскинулось расчленённое плато на высоте около 700 метров, на котором расположены самые высокие вершины хребта.
Джебель-Ахдар и прилегающее к ней побережье являются частью экологического региона Средиземноморского редколесья и леса и отличается жарким средиземноморским климатом, сухим летом и относительно мягкой и дождливой зимой. Растительные сообщества этой части Киренаики включают леса, редколесья, маквис, гарига, степи и дубовую саванну. Кустарниковые заросли гарига занимают несельскохозяйственные участки прибрежной равнины и прибрежных откосов, где преобладающими видами являются саркопотериум колючий, наряду с асфоделусом ветвистым и полыней белой. Небольшие участки маквис встречаются на обращённых к северу склонах у моря, становясь более обширными на нижнем плато. Можжевельник красноплодный, мастиковое дерево, дуб кермесовый и рожковое дерево являются распространенными видами деревьев и крупных кустарников в маквис. Верхнее плато включает районы гарига, два сообщества маквис, в одном из которых доминирует мастиковое дерево, а в другом смешанный маквис, в котором выделяется эндемичное земляничное дерево, и леса с кипарисом вечнозелёным, можжевельником красноплодным, оливой европейской, дубом кермесовым, рожковым деревом и сосной алеппской.
Участки красной почвы находятся на равнине Мардж, где с древних времён и по сей день выращивались обильные урожаи пшеницы и ячменя. На высокогорье бьёт множество родников. В изобилии произрастают дикие оливковые деревья, а обширные участки дубовой саванны обеспечивают пастбища для отар местных бедуинов. Исторически большие площади пастбищ были покрыты лесом. Лесистая территория Джебель-Ахдара в последние десятилетия сокращается. В отчете Продовольственной и сельскохозяйственной организации ООН за 1996 год подсчитано, что площадь лесов сократилась до 320 000 гектаров с 500 000 гектаров, в основном расчищенных для выращивания сельскохозяйственных культур. По оценкам Управления охраны и развития Грин-Маунтин, площадь лесов сократилась с 500 000 гектаров в 1976 году до 180 000 гектаров в 2007 году.
Южные склоны Джебель-Ахдара заняты средиземноморскими сухими редколесьями и степями, переходным экорегионом, лежащим между средиземноморскими климатическими регионами Северной Африки и сверхзасушливой пустыней Сахара.
Нижняя часть Джебель-эль-Акабы расположена к югу и востоку от Джебель-Ахдара. Два нагорья разделены впадиной. Этот восточный регион, известный в древности как Мармарика, намного суше, чем Джебель-Ахдар, и здесь Сахара простирается до побережья. Исторически сбор соли и промысел губок были важнее сельского хозяйства. Бомба и Тобрук имеют хорошие гавани.
К югу от прибрежного нагорья Киренаики находится большая впадина, протянувшаяся с востока на запад от залива Сидра до Египта. Этот регион Сахары известен как Ливийская пустыня и включает в себя Великое песчаное море и пески Каланшо. В Ливийской пустыне находится несколько оазисов, в том числе Ауджила и Джагбуб.

## История

### Древность
Берберы были самыми первыми засвидетельствованными жителями Киренаики. Остатки берберских языков всё ещё встречаются в оазисах Ауджила и Джалу. Древние берберы основали ряд городов и поселений, как на побережье, так и во внутренних оазисах.

### Древний Египет
Египетские летописи упоминают, что во времена Нового Египетского царства (XIII век до н.э.) племена либу и мешвеш из Киренаики совершали частые набеги на Египет.

### Греческая колонизация
Киренаика была колонизирована греками начиная с VII века до нашей эры, когда ей и было дано это название. В конце VII века до н. э. на островке Платея у берегов, а затем на побережье (местность Азирида) Мармарики, жили греческие (ферейские) колонисты, до основания Кирены. "На седьмой год ливийцы вызвались привести их в ещё лучшее место и убедили покинуть эту область. Тогда ливийцы повели поселенцев оттуда, побудив двинуться на запад. Для того чтобы эллины не видели самой красивой местности, ливийцы проводили их ночью мимо, соответственно вычисляя точное время суток. Называется это место Ираса. Затем ливийцы привели поселенцев к источнику, будто бы посвящённому Аполлону, и сказали: «Эллины! Здесь вы должны поселиться, ибо небо тут в дырках». Первой и наиболее важной колонией была Кирена, основанная примерно в 631 году до н. э. колонистами с греческого острова Тира, который они покинули из-за сильного голода. Глава колонистов Аристотель взял ливийское имя Батт. Его потомки, известные как Баттиады, сохранились, несмотря на серьёзный конфликт с греками в соседних городах.
Восточная часть провинции, без крупных населённых пунктов, называлась Мармарика; более важная западная часть была известна как Пента́полис, поскольку она включала пять городов: Кирену (недалеко от современного города Шаххата) с её портом Аполлония (Марса-Суза), Арсиною или Токру, Евхеспариды (Бенгази) или Береники (близ современного Бенгази), Балагра (Эль-Байда) и Барке (Эль-Мардж), главным городом из которых была одноимённая Кирена. Термин «Пентаполис» продолжал использоваться как синоним Киренаики. На юге Пентаполис растворился в районах диких племён Сахары, включая оракул фараонов оазис Аммония.
В древности Киренаика процветала как земля плодородная благодаря обильным зимним и весенним дождям и множеству источников, богатая ароматическими травами и лесом. В регионе производились ячмень, пшеница, оливковое масло, вино, инжир, яблоки, шерсть, овцы, крупный рогатый скот и сильфий (растение, которое росло только в Киренаике и считалось лекарственным средством и афродизиаком). Кирена стала одним из величайших интеллектуальных и художественных центров греческого мира, знаменитой своей медицинской школой, учёными, философскими школами и архитектурой, которая включала в себя некоторые из лучших образцов греческого стиля. Киренаики, греческие мыслители из Киренаики, которые излагали доктрину нравственной жизнерадостности, определявшую счастье как сумму человеческих удовольствий, одним из известнейших их представителей был Аристипп. Другими известными уроженцами Кирены были поэт Каллимах из Кирены, а также математики Феодор Киренский и Эратосфен.
Около 570 г. до н. э. в местности Ирасу произошло сражение между египтянами и греками-киренцами, окончившаяся победой киренцев. Египтяне были призваны Адикраном, царём местных ливийцев, в связи с притеснениями их греками:159. Во время правления царя Кирены Аркесилая II разгорелась междоусобная война с братом Леархом, который был изгнан со своими сторонниками из города, однако тот смог заручиться поддержкой ливийских племён Киренаики. «В страхе перед ним ливийцы бежали в область восточных ливийских племен. Аркесилай преследовал беглецов до местности Левкон. Там ливийцы решили напасть на него. В сражении киренцы были разбиты наголову: 7 000 их гоплитов осталось на поле боя»:160.

### Персидское правление
В 525 году до н. э. Киренаика, после завоевания Египта, была захвачена Персидской империей, армия Камбиса II захватила Пентаполис и создала сатрапию на части региона примерно на следующие два столетия.

### Эллинистическая эпоха
В IV веке до н. э. Киренаика вошла в состав империи Александра Македонского, который получил дань с городов после захвата Египта. Пентаполис был официально аннексирован Птолемеем I Сотером и через него перешёл к династии диадохов Лагидов, более известной как династия Птолемеев. Киренаика ненадолго обрела независимость при Магасе Киренском, пасынке Птолемея I, но после его смерти была вновь включена в состав Египетского царства Птолемеев. Она была отделена от Египта Птолемеем VIII Эвергетом и передан его сыну Птолемею Апиону, который, умерев без наследников в 96 году до н.э., завещал регион Римской республике.

### Римская провинция

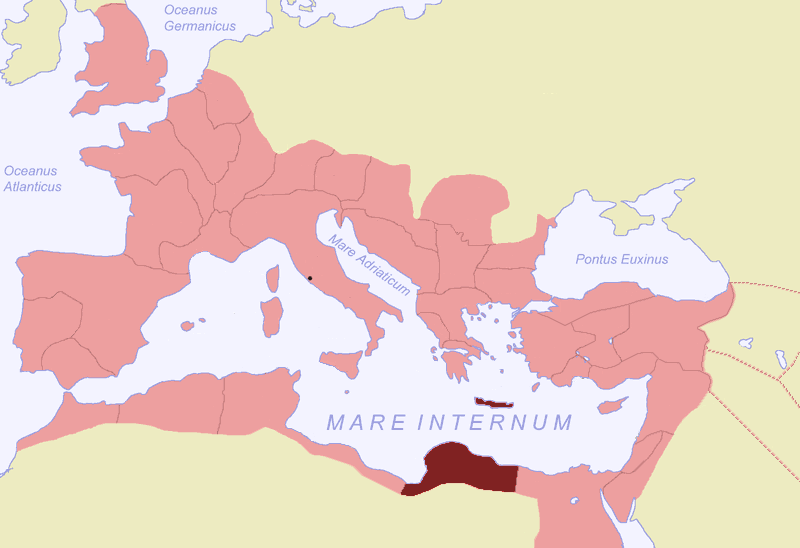
Крит и Киренаика в составе Римской империи во II веке.

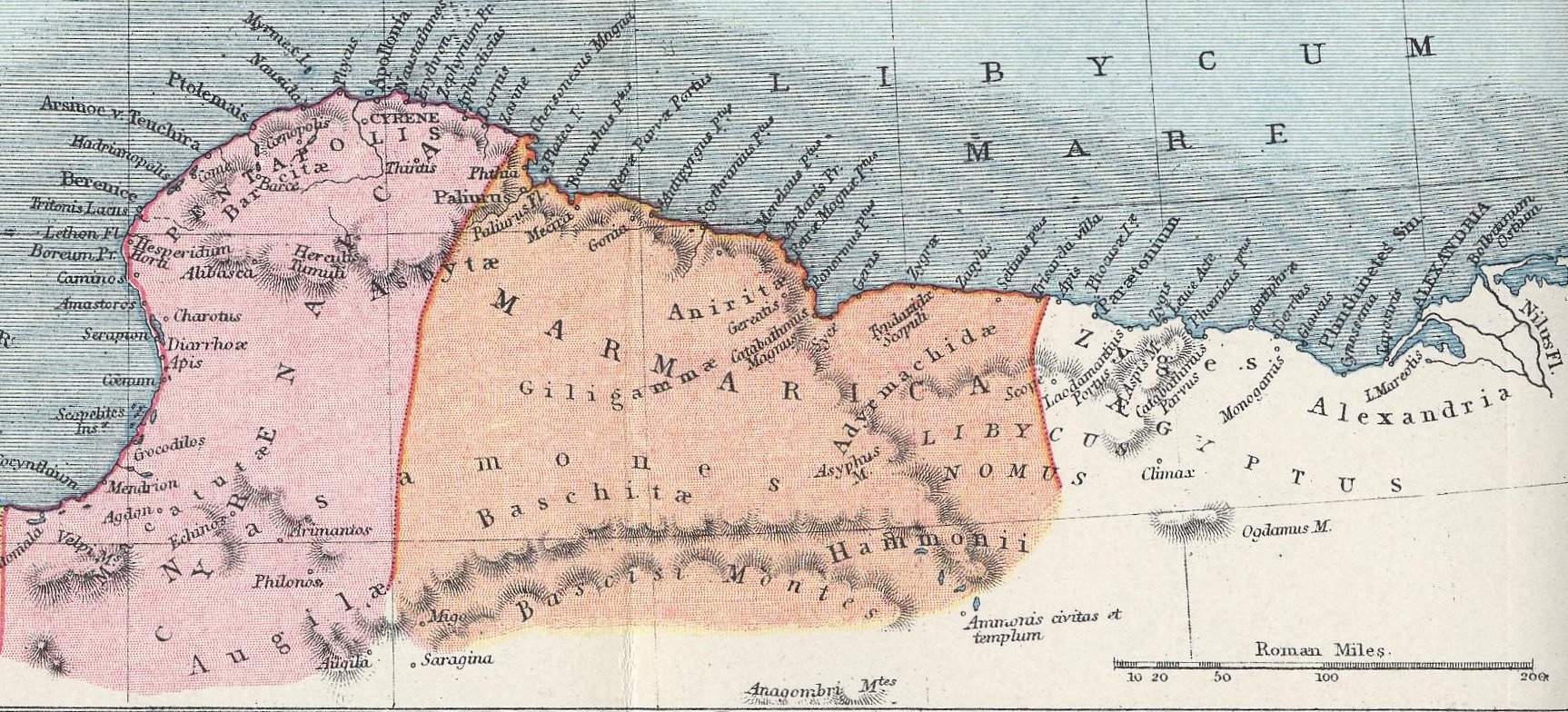
Карта
Киренаики и
Мармарики в римскую эпоху (Сэмюэл Батлер, 1907 год).

Латинское название Киренаика (или Кирения) восходит к I веку до нашей эры. Существует некоторая путаница относительно точной территории, унаследованной от Рима, к 78 году до н.э. она была организована как одна административная провинция вместе с Критом. Она стала сенаторской провинцией в 20 году до н.э., подобно своему более известному западному соседу провинции Африка, и в отличие от самого Египта, который в 30 году до н.э. стал своего рода имперским владением (под управлением специального губернатора, именуемого префектом Августой).

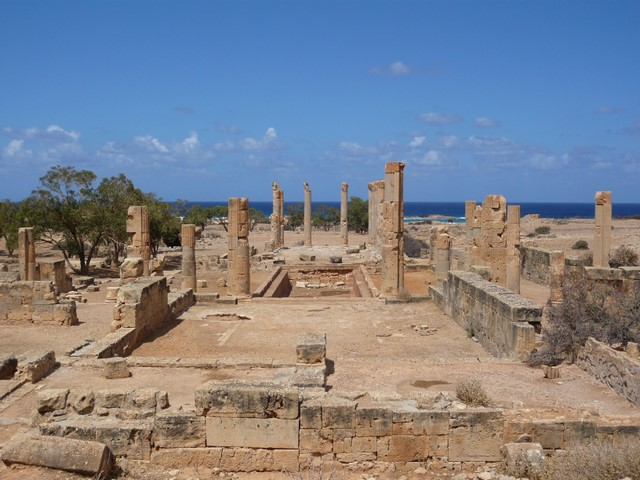
Римские руины Птолемаиды, Киренаика.

Реформы тетрархии Диоклетиана в 293 году изменили административную структуру Киренаики. Она была разделена на две провинции: Libya Superior (Ливия Верхняя), или Ливия Пентаполис, включающая вышеупомянутый Пентаполис со столицей в Кирене, и Libya Inferior (Ливия Нижняя), или Ливия Сикка, включающая Мармарику, со столицей в важном портовом городе Параитонион. Каждый из них подчинялся губернатору, носившему скромный ранг презид. Оба принадлежали к диоцезу Востока со столицей в Антиохии в Сирии, а с 370 года – к диоцезу Египта, входившей в преторианскую префектуру Востока. Её западная соседка Триполитания, крупнейший отколовшийся от проконсульства Африки регион, стала частью диоцеза Африка, подчинённой преторианской префектуре Италии. После землетрясения на Крите в 365 году столица была перенесена в Птолемаиду. После раздела империи Киренаика стала частью Восточной Римской империи, граничащей с Триполитанией. На короткое время она была частью королевства Вандалов на западе, пока её не отвоевал Велизарий в 533 году.
На Пейтингеровой скрижали изображены Пентаполис к востоку от залива Сиртес Майорес, с указанием городов Береника, Адрианополис, Токра, Птоломаида, Каллис, Ценополис, Балакрис и Кирена.

#### Христианизация
Согласно Синоптическим Евангелиям, Симон Киринеянин помогал нести крест Иисуса Христа.
Евангелист Марк родился в Пентаполисе, а позже вернулся назад после проповеди с Апостолом Павлом в Колоссах (Кол. 4:10) и Риме (Фил. 24; 2 2Тим. 4:11); из Пентаполиса он направился в Александрию.
В Пентаполисе христианство начало активно распространяться благодаря проповедникам из Египта; Синезий Киренский (370–414 гг.), епископ Птолемаиды, получил образование в Александрии как в Александрийской богословской школе, так и в мусейоне, и он питал большое почтение и привязанность к Ипатии, языческой женщине философу, чьи занятия он посещал. Синезий был возведён в сан епископа Феофилом, патриархом Александрийским, в 410 году нашей эры. Со времени Первого Никейского собора в 325 году Киренаика была отведена под церковную юрисдикцию Александрийского патриархата в соответствии с постановлением собора. Патриархи Коптской церкви и Александрийской православной церкви по сей день включает «Пентаполис» в свой титул как область, находящуюся под их юрисдикцией. Хотя она сохранила название «Пентаполис», церковная провинция фактически включала в себя всю Киренаику, а не только пять городов.
Епархия Западного Пентаполиса является частью Коптской православной церкви, поскольку патриах Александрийский также был главой всей Африки. Самой высокопоставленной должностью в Священном синоде Коптской православной церкви после епископа Рима был митрополит Западного Пентаполиса, хотя после его распада как крупной архиепископской митрополии во времена папы Иоанна VI Александрийского он занимал титулярную кафедру, присоединённую к другой епархии.
После неоднократных разрушений и восстановлений в римский период Пентаполис стал простым районом, но, тем не менее, был местом расположения епархии. Его епископ Зопир присутствовал на Первом Никейском соборе в 325 году. В подписях епископов после Эфесского собора (431 год) и Халкидонского собора (451 год) указаны имена двух других епископов, Зенобия и Феодора.

### Эпоха арабов и осман
Киренаика была завоевана арабами-мусульманами под командованием Амра ибн аль-Аса во время правления второго халифа Омара в 642 году и стала известна как провинция Барка в честь столицы провинции, древнего города Барка. После распада халифата Омейядов он был по существу присоединён к Египту, хотя и под тем же названием, сначала при халифах Фатимидах. Регион стал базой для пиратов, многие из которых выступали в качестве каперов для Фатимидов. Около 1051/52 года Джаббара, эмир Барки, отпал от Фатимидов и перешёл на сторону Зиридов.
В середине XI века несколько арабских племён, входившие в состав бедуинской конфедерации Бану Хиляль, опустошили североафриканское побережье, которое до этого было под контролем Зиридов, грабя, уничтожая, порабощая и изгоняя местное население. Киренаика была разорена вторжением хилалийцев и оставлена на заселение союзному племени Бану Сулейм, в то время как Бану Хилаль двинулись дальше на запад. Вторжение способствовало упадку портовых городов и морской торговли. Число хилалийцев, переселившихся на запад из Египта, оценивается в 200 000 семей. В результате миграции арабских племён и изгнания, а также уничтожения местных жителей, этот регион был сильно арабизирован, сильнее чем любое другое место в арабском мире, за исключением внутренних районов Аравии. Айюбидский эмир Каракуш вторгся в Магриб и, согласно аль-Макризи, взял под контроль Киренаику по приказу Саладина, который хотел использовать провинцию в качестве сельскохозяйственной базы. Мамлюки, по-видимому, были неспособны осуществлять какой-либо значительный контроль и вынуждены были вступить в союз с тамошними арабскими бедуинами, чтобы те косвенно признали сюзеренитет мамлюков, платя дань. В XVI веке Османская империя заявила о своей власти над Киренаикой, основываясь на притязаниях мамлюков на сюзеренитет через соглашения с бедуинскими племенами. Киренаика была включена в состав османской Триполитании.
В 1879 году Киренаика стала вилайетом Османской империи. В 1888 году она стала мутасаррифией при мутасаррифе и в дальнейшем была разделена на пять кадасов. Османской вали Триполитании занимался военными и судебными делами. Бюрократическая структура была аналогична той, что была в Триполи. Мутасарифат просуществовал до итальянского вторжения.

### Итальянское управление

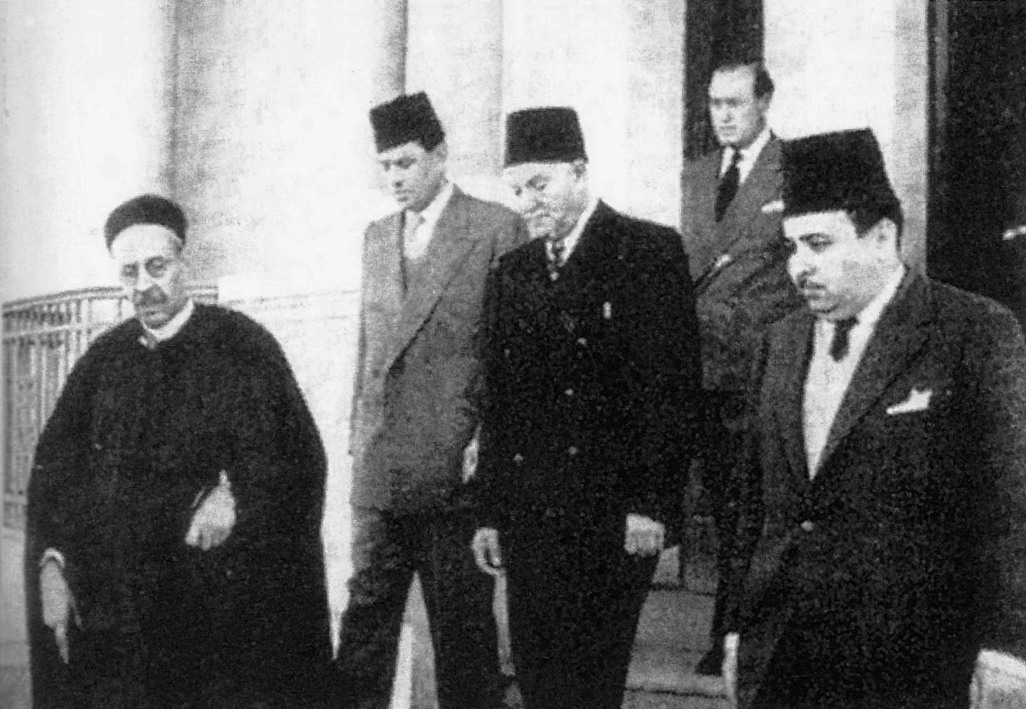
Эмир Мухаммад Идрис ас-Сануси (слева) и стоящий за ним (слева направо) Хуссейн Мазик, Мухаммад Сакизли и Мустафа Бен Халим сформировали правительство Киренаики в конце 1940-х годов

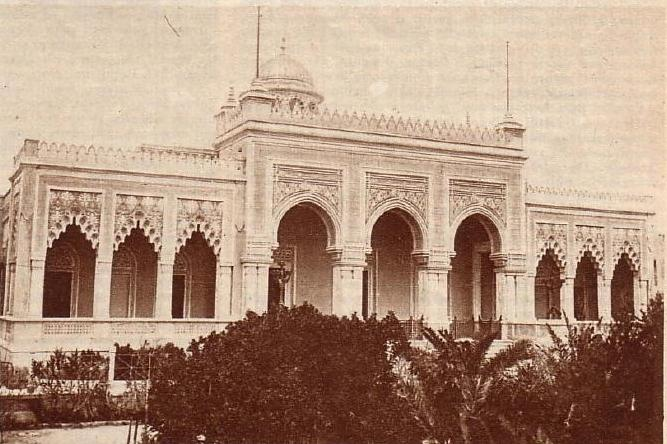
Дворец Литторио в Бенгази был резиденцией киренаикской ассамблеи.

Итальянцы оккупировали Киренаику во время итало-турецкой войны в 1911 году и объявили её под своим протекторатам 15 октября 1912 года. Три дня спустя Османская империя официально передала провинцию королевству Италия. 17 мая 1919 года Киренаика была создана как итальянская колония, а 25 октября 1920 года итальянское правительство признало шейха Идриса ас-Сануси лидером ордена Санусия, ему был присвоен титул эмира около 1929 года. В том же году Италия отозвала его признание как лидера ордена Санусия. 1 января 1934 года под Триполитания, Киренаика и Феццан были объединены в итальянскую колонию Ливия.
Итальянские фашисты построили арку Филенов в виде имперской триумфальной арки на границе между Киренаикой и Триполитанией недалеко от побережья.
Во время Второй мировой войны в Киренаике шли ожесточенные бои со стороны войск антигитлеровской коалиции против итальянской армии и нацистского африканского корпуса. В конце 1942 года союзники освободили Киренаику от стран Оси, и Великобритания управляла большей частью Ливии до 1951 года, когда было создано Королевство Ливия и ООН предоставила ей независимость.

### Эмират Киренаика

Флаг недолговечного эмирата Киренаика, 1949–1951 годы.

В 1949 году Мухаммад Идрис ас-Сануси при поддержке Великобритании провозгласил Киренаику независимым эмиратом, получившим название эмират Киренаика. Этот эмират впоследствии стал частью Королевства Ливия, когда оно было создано 24 декабря 1951 года, когда Идрис ас-Сануси был провозглашён королем Идрисом I.

### Эпоха Каддафи
С 1 сентября 1969 года, когда династия Сануситов была свергнута Муаммаром Каддафи, Киренаика время от времени бунтовала против власти Каддафи, включая военное восстание в Тобруке в 1980 году.
В 2007 году Управление по охране и развитию Зелёных гор, возглавляемое Саифом аль-Исламом Каддафи, объявило о региональном плане для Киренаики, разработанном фирмой «Foster + Partners». План, известный как Киренская декларация, был направлен на возрождение сельского хозяйства Киренаики, создание национального парка и развитие региона как места культурного и экологического туризма. Объявленные пилотные проекты включали планы строительства трёх отелей, в том числе гранд-отеля Cyrene рядом с руинами Кирены.
16 февраля 2011 года в Ливии, в городе Бенгази, во время мирной манифестации, произошёл инцидент, спровоцировавший волнения по всей стране, а позже гражданскую войну, событие являющееся продолжением так называемой «арабской весны», охватившей многие страны арабского мира. Страна разделилась на две части: на сторонников и противников Каддафи. Над территорией, соответствующей Киренаике, глава страны Муаммар Каддафи потерял контроль. На протяжении большей части гражданской войны в Ливии Киренаика в основном находилась под контролем Переходного национального совета, в то время как Триполитания и Феццан оставались под контролем правительства Каддафи. Некоторые предлагали решение конфликта на основе «двух государств», при котором Киренаика становилась независимым государством, но эта концепция была решительно отвергнута обеими сторонами, и три региона были вновь объединены в октябре 2011 года, когда силы повстанцев захватили Триполитанию и Феццан, а правительство Джамахирии рухнуло.

### Современность
7 марта 2012 году самый богатый нефтью район Ливии, Киренаика, объявил о создании автономии.

## Города
Города Киренаики с запада на восток, * отмечены входившие в Пентаполь:
- Береника (Беренекида)* — переименованный город Евхеспариды (или Гесперида, осн. VI-V вв. до н. э., современный Бенгази).
- Арсиноя* переименованный город Тевхира (осн. VI-V вв. до н. э., совр. Тукра)
- Птолемаида* (совр. Тахира) сначала порт Барки.
- Аполлония Киренская* (позже Фикунт, Сусуза, осн. VI-V вв. до н. э., совр. Суса) сначала порт Кирены.
- Дарнида (Дарданис, Дарнис)

Внутри страны:
- Кирена* (осн. 631 г. до н. э.)
- Барка (осн. в VI веке до н. э., совр. Эль-Мардж)

## Современное административное положение
Киренаика была провинцией («мухафаза» или «вилайя») государства Ливия, одна из трёх, наряду с Триполитанией и Феццаном. Система административного деления с тех пор многократно изменялась в пользу более мелкого деления, и в конце концов установилась так называемая система шабия. В 1963 году Киренаика как административная единица была упразднена, бывшую провинцию разделили на несколько муниципалитетов. Сейчас топоним Киренаика употребляется чаще в историческом контексте. Однако, 6 марта 2012 года лидеры племён, полевые командиры и политические деятели Киренаики, где расположены крупнейшие нефтяные месторождения страны, объявили о создании совета для управления регионом. В Триполи это решение, означающее автономный статус Киренаики, назвали незаконным. Официально автономия получила название Союзный федеративный район Барка.